# Culinária do Canadá

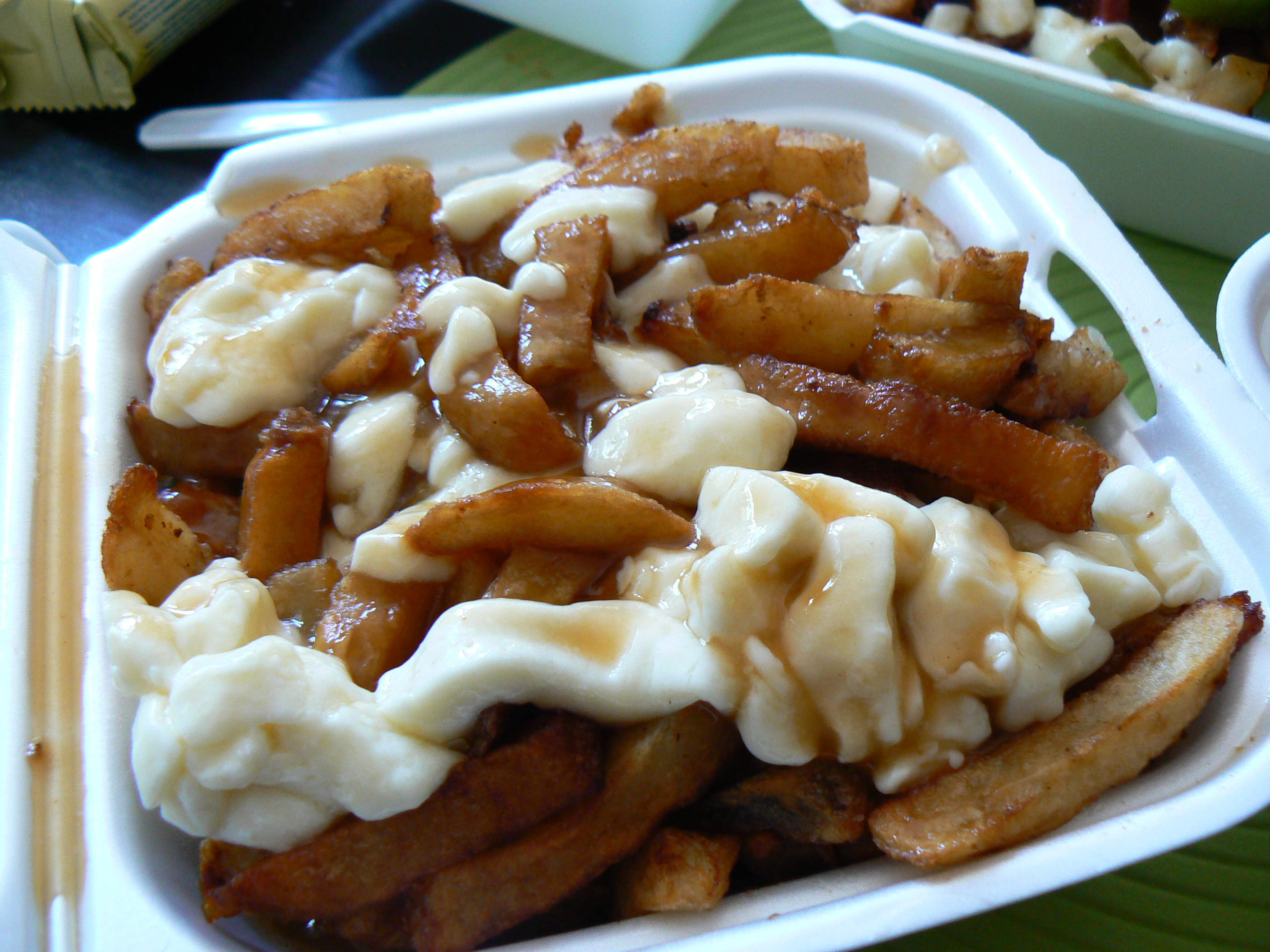
Québécois poutine: batatas fritas, coalhada e Brun sovs, um tipo de molho castanho

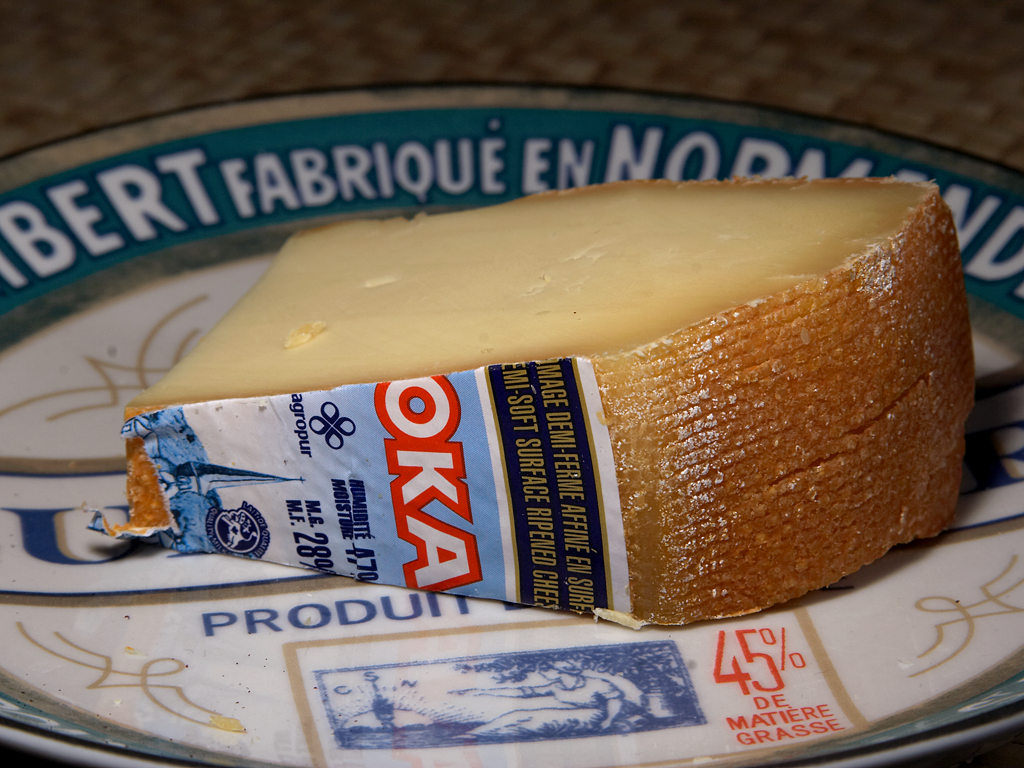
Oka cheese, o tradicional queijo canadense

Culinária canadense, é um termo utilizado para descrever a culinária e a gastronomia peculiares do Canadá.

## Descrição Prato Canadenses

### História
A culinária do Canadá é difícil de ser descrita, devido as dimensões da região. É o segundo maior país por extensão territorial (fica atrás apenas da Rússia) e o maior país do continente Americano. Em 1763, o Tratado de Paris reconheceu a chamada New França pelo domínio total dos britânicos, que até então estava sob domínio dos franceses. Essa dicotomia entre a cultura francesa e britânica existe até hoje entre os canadenses e americanos.
Sendo assim, o idioma oficial do país é o inglês, mas com exceção de Quebec, onde se fala francês. E além do idioma, alguns aspectos culturais são diferentes dependendo da região. Por exemplo. nas Províncias do leste do país, a maior influência na comida é britânica, novamente com a exceção de Quebec. O tamanho do território também influi para que não haja uma condensação profunda da culinária.
Sob a influência dos nativos, alguns alimentos indígenas fazem parte da cultura do país até hoje. Os aborígenes costumavam fazer xaropes de bordo no leste do Canadá ao nordeste dos Estados Unidos. Então pode-se dizer que essa bebida é o alimento com uma origem 100% nativa.
Hoje em dia o país é o maior produtor do xarope de bordo. Na costa oeste e noroeste do Pacífico, os nativos se alimentavam de frutos do mar, e de mamíferos marinhos. O salmão era muito consumido, em diversas formas. No Ártico, a alimentação era composta basicamente com produtos vegetais, mamíferos marinhos, e carnes.
Hoje em dia, a influência alimentícia de outros povos influenciou bastante na comida dos indígenas.  A herança familiar permanece em maior parte intacta em algumas regiões. Ao longo da costa do Atlântico, os pratos mais consumidos são, em maior parte, aqueles feitos com os frutos do mar.
O Canadá recebeu, ao longo de sua história, a influência de muitos países e povos que o colonizaram. A mistura dos alimentos franceses, ingleses, chineses, nativos, judeus, entre outros tantos colonizadores, transformou e enriqueceu uma gastronomia que veio se tornar única. Até hoje as receitas locais demonstram suas origens apenas ao analisarmos os ingredientes.

### Pratos típicos canadenses
Poutine
É um prato que mistura basicamente batata,queijo e molho. É um prato de origem francesa, inventado por Fernand LaChance.Porém não se sabe ao certo aonde foi inventado. Duas cidades disputam a criação do prato, ambas vizinhas de Quebec:Victoriaville e Drummondville. 
A batata é cortada a mão, em pedaços nem tão pequenos, nem tão grandes, e depois é frita em banha pura (não usa-se o óleo vegetal). É usada a parte coalhada do queijo (cheese curd), que dá uma sensação única aos dentes na hora de morder. O molho pode ser feito com carne de boi, ou de velouté de frango, e até vegetariano. Hoje em dia há variações do prato.
Butter tarthe
Essa comida típica é considerada a quintessência da cozinha canadense. É feito com manteiga, ovos, açúcar, xarope e uma massa folheada. Em geral, a receita varia de família para família, ou dependendo de regiões diferentes Tortas eram muito consumidas pelos ingleses que colonizaram o país, e deles se originou o Butter Tart. Por isso, o prato não deve ser confundido com torta de manteiga, outro prato consumido na gastronomia inglesa. 
Macaroni and cheese
Como o nome diz, é uma massa "macarroni" misturada ao molho Bechamel básico e queijos cheddar e parmesão. É um prato que é muito apreciado pelas famílias canadenses. Talvez o maior fator que contribuiu para que esse prato se popularizasse foi a facilidade no preparo.
O macarrão com queijo vendidos juntos começou na Grande Depressão. Hoje em dia fica difícil falar sobre esse prato típico, pois há muitas variações. Há outros nomes para o prato: Kraft Dinner, Kraft Macaroni and Cheese, Kraft Mac and Cheese, Easy Mac (Austrália), ou Macaroni Cheese, ou Cheesey Pasta (Reino Unido).